# Лепвро, Венсан
Венса́н Лепвро́ (фр. Vincent Lepvraud; род. 28 июля 1970, Ньор) — французский гребец, выступавший за сборную Франции по академической гребле в период 1987—1996 годов. Участник летних Олимпийских игр в Атланте и трёх чемпионатов мира, победитель и призёр многих регат национального значения.

## Биография
Венсан Лепвро родился 28 июля 1970 года в коммуне Ньор департамента Дё-Севр, Франция.
Занимался академической греблей в городе Нант, проходил подготовку в местном одноимённом клубе.
Дебютировал в гребле на международной арене в сезоне 1987 года, когда в парных одиночках занял 12 место на чемпионате мира среди юниоров в Кёльне. Год спустя на аналогичных соревнованиях в Милане финишировал в той же дисциплине четвёртым.
В 1990 году в парных четвёрках стал шестым на молодёжной регате Match des Seniors в Линце. Попав в основной состав французской национальной сборной, побывал на мировом первенстве в Тасмании, где в парных двойках занял 12 место.
На чемпионате мира 1991 года в Вене показал в парных двойках 15 результат.
В 1994 году на мировом первенстве в Индианаполисе в парных четвёрках был пятым.
Благодаря череде удачных выступлений удостоился права защищать честь страны на летних Олимпийских играх 1996 года в Атланте. В составе парного четырёхместного экипажа, куда также вошли гребцы Ив Ламарк, Фабрис Леклер и Себастьен Вьейдан, квалифицировался лишь в утешительный финал В и расположился в итоговом протоколе соревнований на 12 строке. Вскоре по окончании этой Олимпиады принял решение завершить карьеру профессионального спортсмена.